# Lagen om stöd och service till vissa funktionshindrade
Lagen om stöd och service till vissa funktionshindrade (LSS) (1993:387) i Sverige ger rätt till särskilt stöd och särskild service. Lagen trädde i kraft den 1 januari 1994.

## LSS:s tre personkretsar
Enligt 1 § (1993:387) erbjuder lagen insatser för särskilt stöd och särskild service åt personer

1. med utvecklingsstörning, autism eller autismliknande tillstånd,
2. med betydande och bestående begåvningsmässigt funktionshinder efter hjärnskada i vuxen ålder föranledd av yttre våld eller kroppslig sjukdom, eller
3. med andra varaktiga fysiska eller psykiska funktionshinder som uppenbart inte beror på normalt åldrande, om de är stora och förorsakar betydande svårigheter i den dagliga livsföringen och därmed ett omfattande behov av stöd eller service.

## Insatser med stöd i LSS
Insatserna för särskilt stöd och service enligt LSS beskrivs i tio punkter enligt 9 § (1993:387). Dessa är:

1. rådgivning och annat personligt stöd som ställer krav på särskild kunskap om problem och livsbetingelser för människor med stora och varaktiga funktionshinder,
2. biträde av personlig assistent eller ekonomiskt stöd till skäliga kostnader för sådan assistans, till den del behovet av stöd inte täcks av beviljade assistanstimmar enligt 51 kap. socialförsäkringsbalken,
3. ledsagarservice,
4. biträde av kontaktperson,
5. avlösarservice i hemmet,
6. korttidsvistelse utanför det egna hemmet,
7. korttidstillsyn för skolungdom över 12 år utanför det egna hemmet i anslutning till skoldagen samt under lov,
8. boende i familjehem eller bostad med särskild service för barn eller ungdomar som behöver bo utanför föräldrahemmet,
9. bostad med särskild service för vuxna eller annan särskilt anpassad bostad för vuxna,
10. daglig verksamhet för personer i yrkesverksam ålder som saknar förvärvsarbete och inte utbildar sig. Lag (2010:480).

## Sammanfattning av lagen

### Historia
Lagen om stöd och service till vissa funktionshindrade (LSS) trädde ikraft den 1 januari 1994. Den ersatte då lagen (1985:568) om särskilda omsorger om psykiskt utvecklingsstörda m.fl. (omsorgslagen) och lagen (1965:136) om elevhem för vissa rörelsehindrade m.fl. (elevhemslagen).
LSS kompletterar socialtjänstlagen (SoL) samt hälso- och sjukvårdslagen (HSL) och skall försäkra att särskilt behövande får det stöd i det dagliga livet som krävs, för att kunna uppleva samma människovärde som andra, trots funktionsnedsättning.

### Vilka omfattas
De som omfattas av lagen är människor med intellektuell funktionsnedsättning, autism, autismliknande tillstånd samt de som drabbats av hjärnskada, med påföljande funktionsnedsättning, genom sjukdom eller våld. LSS omfattar även andra svåra psykiska och fysiska funktionsnedsättningar, utanför normalt åldrande, som omöjliggör att självständigt klara sig i det dagliga livet.
Stödet enligt LSS för människor med psykiska funktionsnedsättningar kan vara kontakt på psykiatrins öppenvårdsmottagning, mobila team som kommer hem till den som mår akut psykiskt dåligt eller kontakt med psykosteam om det föreligger sådan problematik. Det finns även dagvårdsenheter som har olika aktiviteter som t.ex. gruppsamtal, social träning och arbetsterapi. Behandlingshem finns för speciella grupper inom psykiatrin t.ex. personer med missbruksproblem, psykoser eller personlighetsstörningar.

### Ansvarsfördelning
Kommunerna ansvarar för det allra mesta inom LSS medan regionerna ansvarar för insatsen Råd och Stöd, även om överenskommelser om annan ansvarsfördelning föreligger på vissa ställen i landet. Knappt 10 500 personer hade år 2005 beviljats insatsen Råd och Stöd och mellan 25 och 30 procent av dessa hade det som enda hjälpinsats. Insatser som avlösarservice, korttidstillsyn, korttidsvistelse, bostad i familjehem eller bostad med särskild service omfattar även omvårdnad. Omvårdnad innebär att den enskilda får den hjälp och stöd som behövs i det dagliga livet och innefattas även av rätten till att känna trygghet och säkerhet. I insatserna bostad med särskild service för barn, ungdom och vuxna ingår också fritidsverksamhet och kulturella aktiviteter.

### Medbestämmande och tillsyn
Enligt LSS ska den enskilda som är berättigad till stödet, ha största möjliga inflytande samt medbestämmande gällande stödet. Det är på egen begäran som insatserna ska ske och för den som är under 15 år eller som inte kan ställning över detta, är det vårdnadshavare (tom 17 år), förvaltare eller god man, som kan begära stödet. I de fall som personerna med funktionsnedsättning företräds av en organisation, är det denna som kommunen ska samverka med. En individuell plan med beslutande och planerade insatser, som är upprättade med den som är berättigad insats enligt LSS, kan begäras av den enskilda. Ett särskilt ansvar vilar på kommunen gällande att samordna de insatser som tas upp i planen. En eller flera huvudmän kan vara inblandade i planen, men den ska utgå från personens individuella önskemål.
Om den enskilda känner sig orättvist bemött gällande LSS kan hen vända sig Inspektionen för vård och omsorg (Ivo), en statlig myndighet inrättad den 1 juni 2013 som sorterar under socialdepartementet. Ivo är ansvarig för tillsyn och tillståndsprövning inom hälso- och sjukvård, socialtjänst och verksamhet enligt LSS.

### Personligt ombud och information
Personligt ombud är för närvarande inte en rättighet enligt LSS. En särskild lagstiftning för personligt ombud kan komma så småningom, vilket kan behövas - många kommuner väljer att inte betrakta en stor undergrupp av psykiska funktionsnedsättningarna, de neuropsykiatriska, som just psykiska funktionshinder, och utesluter denna grupp från att kunna beviljas personligt ombud. Personligt ombud finns i de flesta av landets kommuner. Detta ombud har till uppgift att vara ett stöd till vuxna med psykiska funktionsnedsättnigar. Ombudet är en samtalspartner som först av allt försöker vinna den enskildas förtroende. Många av dessa behöver lotsas till olika former av bistånd och stöd. Ombudet är ett språkrör för den enskilda i kontakten med myndigheter och institutioner. Detta stöd kan leda till minskningar av återinläggningar inom psykiatrin och ett betydande antal personer som är berättigade kan beviljas insatser med stöd av LSS.
Till kommunens uppgifter hör även att fortlöpande följa upp vilka som omfattas av lagen och att informera om mål och medel för verksamheten enligt lagen. Kommunen ska medverka för att de personer som omfattas av lagen får tillgång till arbete eller studier samt verka för att det allmänna fritids- och kulturutbudet blir tillgängligt de som omfattas av lagen.

### Assistansersättning
Till LSS fanns tidigare lagen om assistansersättning (LASS) knuten. Kommunerna är huvudmän för insatsen personlig assistans enligt LSS. Genom LASS avlastade staten kommunernas kostnader för mer omfattande insatser i form av personlig assistans. Kommunerna svarar för kostnaderna till och med 20 timmar i genomsnitt per vecka. Därefter träder försäkringskassan in och svarar för kostnaderna. LASS upphörde 2011 och reglerna fördes in i den nya socialförsäkringsbalken.